# Ансін (Наварра)
Ансін (ісп. Ancín) — муніципалітет в Іспанії, у складі автономної спільноти Наварра. Населення — 383 особи (2009).
Муніципалітет розташований на відстані близько 280 км на північний схід від Мадрида, 47 км на південний захід від Памплони.
На території муніципалітету розташовані такі населені пункти: (дані про населення за 2009 рік)
- Ансін: 358 осіб
- Менділібаррі: 25 осіб

## Демографія
Динаміка населення (INE ):

## Галерея зображень

Розташування муніципалітету